# Il mio piccolo genio
Il mio piccolo genio è un film del 1991, esordio alla regia dell'attrice Jodie Foster.

## Trama
Fred Tate è un bambino prodigio di sette anni, che già in tenera età dimostra un quoziente intellettivo sopra la media, con una grande predisposizione per la matematica, la pittura e la capacità di esecuzione al pianoforte. La madre, Dede, cerca in ogni modo di dargli una vita stabile ed equilibrata, ma Fred nonostante le sue enormi qualità, è un bambino solo che non riesce a instaurare rapporti con i suoi coetanei.
La madre, inadeguata a soddisfare i bisogni culturali di Fred, decide di mandare il figlio a una scuola speciale per bambini dotati, qui Fred stringe un intenso rapporto con la psicologa Jane Grierson.

## Produzione
Il film è stato prodotto dalla Orion Pictures. Della post-produzione si è occupata la Skywalker Sound, mentre la colonna sonora è opera della Varèse Sarabande. Le riprese si sono svolte da luglio a settembre del 1990 a Toronto, Ontario (Canada), a Oxford, Columbus e a Cincinnati, tutti nello stato dell'Ohio, e a New York. Il budget per la realizzazione della pellicola ammonta a circa 10000000 $. Si tratta del film d'esordio di Adam Hann-Byrd e l'esordio alla regia di Jodie Foster, che è diventata la regista della pellicola dopo che Joe Dante ha interrotto la realizzazione di essa a causa di divergenze creative.

## Frase di lancio
La frase di lancio del film è stata:
- It's not what he knows. It's what he understands.
  - Non è quello che sa. È quello che capisce.

## Distribuzione
Il film è stato distribuito in Canada il 6 settembre 1991 al Toronto International Film Festival col titolo francese Le petit homme; negli Stati Uniti il 1º novembre; in Francia il 15 gennaio 1992 come Le petit homme; in Spagna (El pequeño Tate), Regno Unito, e Svezia il 17 gennaio; in Finlandia il 24 gennaio; in Argentina (Mentes que brillan), Australia, Germania (Das Wunderkind Tate), Irlanda, e Paesi Bassi il 6 marzo; in Brasile il 10 aprile; in Danimarca il 24 aprile; in Uruguay il 30 maggio come Pieni mies Tate; in Portogallo il 12 giugno Mentes Que Brilham; in Giappone il 18 luglio come Mentes Que Brilham; in Ungheria il 25 maggio 1995 come Más, mint a többiek o Tate, a kis ember; in Grecia il 4 settembre 2001 come Ο μικρός κος Τέιτ.

### Divieto
Il film è stato vietato ai minori di 12 anni in Portogallo, mentre in Corea del Sud e Germania la visione è stata consentita a tutti. Invece in Australia, Canada, Singapore, Regno Unito, e Stati Uniti d'America, il film è stato valutato dalla Motion Picture Association of America (MPAA) PG (parents cautioned suggested), ovvero adatto a bambini di età da 10 anni in su per la visione non accompagnata, mentre i bambini minori di 10 anni richiedono l'accompagnamento dei genitori o tutori.

## Accoglienza
Nel primo week-end di apertura il film incassa 3551331 $, mentre il guadagno totale ammonta a 25010896 $. La critica è abbastanza positiva: su IMDb riceve un punteggio di 6.8/10; su MYmovies 3/5;; su Comingsoon 3.7/5;

## Riconoscimenti
- Chicago Film Critics Association 1992[14]
  - Nomination Attore più promettente per Adam Hann-Byrd
- Jupiter Award 1992
  - Miglior Attrice Internazionale per Jodie Foster
- Young Artist Awards 1993
  - Giovane principiante più promettente per Adam Hann-Byrd